# Olga Foma
Olga Foma (n. 1 ianuarie 1989) este o fostă fotbalistă din Republica Moldova care a jucat în poziția de fundaș. A făcut parte din echipa națională de fotbal feminin a Republicii Moldova.

## Carieră internațională
Foma a jucat în selecționata de seniori a Moldovei în timpul calificărilor la Campionatul Mondial de Fotbal Feminin 2007 (categoria secundă UEFA), inclusiv în meciul pe teren propriu cu Israel, la 11 mai 2006, care s-a terminat cu victoria oaspeților 0–1.